# 1752 van Herk
1752 van Herk (1930 OK) là một tiểu hành tinh vành đai chính được phát hiện ngày 22 tháng 7 năm 1930 bởi H. van Gent ở Johannesburg.